# نقص تنسج التوتة
نقص تنسج التوتة (بالإنجليزية: Thymic hypoplasia)‏ هو حالة يكون فيها الغدة الصعترية غير مكتملة النموأو ملتفه .
يمكن استخدام مستويات الكالسيوم للتمييز بين الشرطين التاليين المرتبطين بنقص تنسج الغدة الصعترية:

## أنظر أيضا
- متلازمة دي جورج
- نقص كالسيوم الدم
- ترنح توسع الشعيرات